# Айрширская (порода коров)
Айрши́рская поро́да — порода коров молочного направления, коровы невелики в сравнении с голштинской породой.
Оформлена как самостоятельная в 1862 году. Разводится в графствах Айршир (Шотландия), а также в значительном количестве в Финляндии, Канаде, Соединённых Штатах Америки и в Австралии. Разводится также в хозяйствах России с конца XIX века (по другим данным с 1933 года). 
Заводские книги ведутся в Америке с 1863, в Канаде с 1870 и в Шотландии с 1878 года. В Финляндию айрширов завезли в 1845 году, в 1901 году было основано племенное объединение айрширской породы, ведущее племенную книгу. В северных условиях порода отлично прижилась и с 60-х годов двадцатого века по настоящее время является преобладающей финской породой.

## Распространение
Самая большая популяция айрширов насчитывается в Финляндии — более 60 процентов молочного поголовья или около 140 тысяч коров (2012).
Россия занимает второе место по общей численности айрширов (90 тысяч коров, или 3 % от общего поголовья в России). В настоящее время разводится в Ленинградской, Московской, Вологодской, Ярославской, Тульской, Новгородской, Кировской областях, Карелии, Коми, Марий Эл, Краснодарском крае и других регионах, в разных климатических зонах. Наибольшее число айрширских коров находится в Северо-Западном и Южном ФО — 14% и 10,9% от общего количества, в Центральном ФО 1,7%, в Северо-Кавказском ФО 1,2%, в Приволжском ФО 0,6%, в Сибирском ФО 0,5%. 52,2% от общей численности КРС айрширской породы содержатся на 50 сельхозпредприятиях СЗФО, 23,1% в 15 стадах в ЮФО, 15% в 29 стадах ЦФО, 6,9% в 9 хозяйствах в Приволжском ФО, 2,2% в 2 стадах в Сибирском ФО и 0,6% в СКФО в двух хозяйствах.

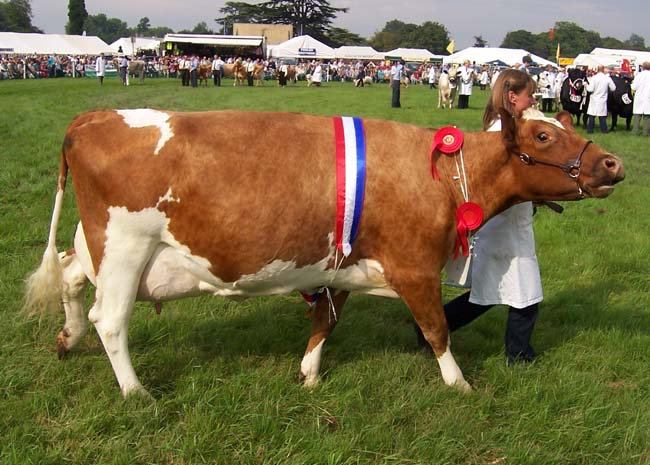
Айрширская корова, призер выставки Romsey 2005.

## Характеристика
Айрширские коровы небольшие в сравнении с голштинской породой. Средняя масса современной айрширской коровы около 590 кг, быки достигают 900 кг, высота в холке 122-125 см, у коров 120 см. Масть красно-пёстрая. Голова лёгкая и красивая; рога тонкие, направленные в сторону и вверх (лирообразные), могут вырасти длиной до 30 см; спина прямая, широкая, а туловище несколько короткое. Хорошо выражен молочный тип. Вымя чашеобразной формы плотно прилегает к брюху, хорошо развито. 
Айрширская является одной из самых любимых фермерами коров. Коровы непритязательны к условиям содержания, единственные минусы породы – это её нетерпимость к сильной жаре и сложный характер. Сильные стороны породы — лёгкость отёла и долголетие. Кроме того, у этой породы весьма высокие показатели жира и белка в молоке.
В среднем по России относительное количество айрширской породы на начало 2019 года составляло 2,9 % , занимая седьмое место по численности после черно-пестрой, голштинской черно-пестрой масти, симментальской, холмогорской, красно-пестрой и красной степной популяций, среди 24 молочных и молочно-мясных пород .

## Производительность
Первый отёл в интервале 24-25 месяцев. Обладает мясными качествами. Порода характеризуется низким содержанием соматических клеток в молоке, продуктивным долголетием, легкостью отёлов, активным темпераментом. Айрширская порода легко осваивается с переменой обстановки, адаптируется к новым условиям, хорошо усваивает грубые корма. Айрширская порода отличается постоянством удоев, что очень ценится в хозяйстве. Айрширские коровы финской селекции по состоянию на 2012 год имели средний удой по стране 8571 кг молока с белком 3,44 % и жирностью 4,28 %, или 8955 кг ECM. На 2019 год средний удой айрширов в Финляндии составлял 9394 кг молока с белком 3,63 % и жирностью 4,49 %, лучшие коровы дают более 19 000 кг молока.
В 2020 году в айрширской породе лучшими показателями продуктивности в России отличилась корова Жлобка 9951 из ЗАО «Березовское» Киришского района Ленинградской области, надой которой по третьей лактации составил 14148 кг молока с массовой долей жира 4,10 % и белка 3,28 % Абсолютный рекорд породы в России 16 860 кг/год.
В 2021 году в племенных хозяйствах от особей-рекордсменок получали надои по 12000—13000 кг молока. 
На 2022 год ориентир продуктивности породы не хуже: 8000 кг молока, содержание жира - 4,2 %, содержание белка - 3,4 %, на основании оценки племенной ценности быков-производителей. Лучшие показатели у двух линий финской селекции: Дик 768 и Р.Урхо Еррант 13093 и двух линий американской селекции: О.Р.Лихтинг 120135 и С.Б.Командор 174233.
Молоко айрширских коров одно из лучших по сыропригодности и для производства сливочного масла, они входят, наряду с Ярославской и Джерсийской породами, в первую тройку по максимальному содержанию в молоке жира и белка.

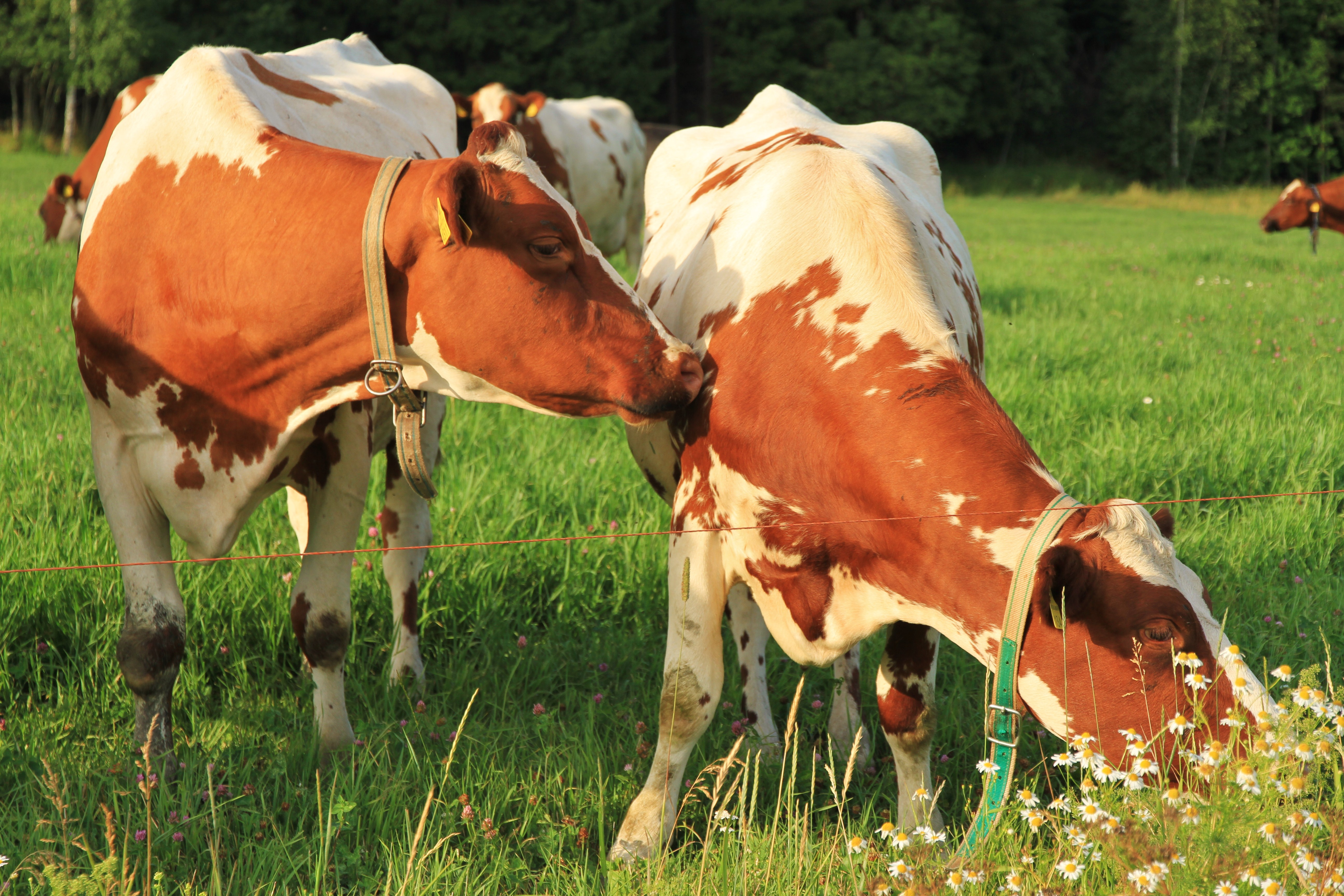
Айрширские коровы в Финляндии 2010.

## Продуктивное долголетие
Средний возраст продуктивного использования айрширских коров составляет 4,2 отела, дальнейшее совершенствование предусматривает увеличить продолжительность эксплуатации коров до пяти лактаций. Коровы айрширской породы при благоприятных условиях содержания отличаются продуктивным долголетием. В Финляндии в 2013 году зарегистрировано 30 коров с пожизненным удоем более 150 тыс. кг молока. 
Продуктивность первотелок, растелившихся в возрасте 24-25 месяцев составила – 6900-7200 кг молока. 